# Astragalus peterfii
Astragalus peterfii är en ärtväxtart som beskrevs av Jáv. Astragalus peterfii ingår i släktet vedlar, och familjen ärtväxter. Inga underarter finns listade i Catalogue of Life.